# 渋谷クロスタワー
渋谷クロスタワー（しぶやクロスタワー）は、東京都渋谷区渋谷二丁目にある超高層ビルである。白と焦茶色の二色が縦に伸びる、コントラストが際立つ外観となっている。
東邦生命が建設し「東邦生命ビル」の名称で1975年（昭和50年）に竣工するが、経営破綻に伴い、1999年（平成11年）に現在の名称に変更された。

## 概要
東邦生命は、1930年（昭和5年）建築の「銀座東邦生命ビル」に本社を置いていたが、業容の拡大に伴い、本社の狭隘化が目立ち始めた昭和30年代半ば頃から、新本社用の敷地を物色していた。都内に数ヶ所の候補地があったが、太田新太郎取締役（のちの太田清蔵 (6代目)）が、渋谷駅近くの金王町（現・渋谷二丁目）に売り物があることを知り、将来の都市移動の方向や首都高速道路開通の条件なども考慮して、この金王町の土地の取得を決意する。しかし、その土地だけでは手狭であることから、ほか4名および東京電力、都の所有地（公有財産）を併せて入手すべく自ら奔走し、1967年（昭和42年）2月までに5,323 m2の買収に成功した。
土地を取得したことで、早速、新本社ビルの建設について構想が練られるが、出先営業店舗の充実を優先すべきだという声が上がり、新本社の建設は当面見送られることになった。だが、社業の発展によって本社機能は年とともに拡大し、本社事務を4つのビルに分散して置く事態となった。このため、新本社ビル建設が喫緊の経営課題となり、1970年（昭和45年）12月に開催の取締役会で渋谷新本社ビルの建設に着手することを決定した。
新本社ビルは最高、最大、最経済を基本方針として建設するという取締役会の決定に則り、渋谷地区においては初めての高さ100メートルを超える超高層ビルとして、都から16番目の特定街区に指定され、1972年（昭和47年）11月に着工、29ヶ月を費やし、1975年（昭和50年）3月に竣工した。
階数は地上32階、地下3階、塔屋2階で構成され、地下1、2階は駐車場、1階は飲食店街、2階は商店街、多目的ホール（東邦生命ホール。現・クロスタワーホール）が1階と2階の一部を占め、3階は玄関ホール、4階以上は主として事務室、最上階部分は展望レストランとした。このうち、本社事務室は17階以下を使用し、20階以上の高層部は貸事務室とした。また、特定街区の趣旨に沿って、地域コミュニティの環境づくりに寄与するため、床面積3,530㎡の人工地盤を整備しオープンスペースを配し、3階玄関ホール等の社屋周囲を取り巻いてペデストリアンデッキを設け、これを国道246号（青山通り）をまたぐ横断歩道橋と直結させた。
2012年（平成24年）に渋谷ヒカリエが誕生するまで渋谷駅周辺には、東邦生命ビル以外に超高層ビルは無く、金王坂と六本木通りとの合流点という立地からも、長らく渋谷のランドマーク的な存在となっていた。

### 渋谷クロスタワーに
1999年3月、経営危機に陥っていた東邦生命は、東邦生命ビルの信託受益権を約200億円でゴールドマン・サックスに売却した。これに伴い、名称も渋谷クロスタワーに改められた。
2001年（平成13年）11月末、三菱地所系の不動産投信・ジャパンリアルエステイト投資法人がゴールドマン・サックスグループの運用ファンドから、渋谷クロスタワーを346億円で取得し、2018年（平成30年）1月、ジャパンリアルエステイト投資法人は三菱地所に渋谷クロスタワーを100億円で売却した。なお、ジャパンリアルエステイト投資法人は土地は譲渡せず、建物譲渡にあわせて存続期間70年の一般定期借地権を三菱地所との間で設定している。

## 尾崎豊記念碑
このビルの近くにある青山学院高等部に通った尾崎豊は、3階テラスからよく夕日を眺め、自作の歌の舞台にもした。しばしばコンサートのトークの題材にもなり、尾崎を偲んで訪れるファンが後を絶たなかった。このため、所属事務所とレコード会社、東邦生命が協力してデビュー作『十七歳の地図』に収録されている表題曲の詩の一部と、尾崎の顔のレリーフを飾った碑を設置することになり、三回忌となる1994年（平成6年）4月25日に除幕式が行われた。

## エレベーター
低層用エレベーターと非常用は日立製、高層用エレベーターは三菱電機製である。低層用・高層用エレベーターの中で6基中3基は3階止まりで、もう3基は1階まで（高層用）と地下2階（低層用）まである。17階には乗継階がある。19階は機械室があるため通過する。
- 低層用（日立製）

地下2階 - 17階（7 - 9号機）
3階 - 17階（10 - 12号機）
- 高層用（三菱電機製）

1階 - 3階・17階 - 32階（1 - 3号機、19階は通過）
3階・17階 - 32階（4 - 6号機、19階は通過）

## その他
テレビドラマ『特捜最前線』（テレビ朝日）の舞台である特命捜査課はこのビル内に存在する設定であり、劇中にも外観として登場する。劇中での名称は「東京総合ビル」。細かい設定が無かったためか所在地や階層は度々変わっているが、基本は架空の33階。
2003年（平成15年）5月を以って東急文化会館が閉館したため、入居していた渋谷東急が、このビルの貸ホール「クロスタワーホール」に移転し、2013年（平成25年）5月まで営業していた。

## 交通機関
- 渋谷駅東口より徒歩5分